# Симон Едуардс
Симон Ан-Мари Едуардс (на английски: Simone Ann-Marie Edwards) е ямайска баскетболистка, състезавала се за „Сиатъл Сторм“. Тя е първата ямайска баскетболистка в Женската национална баскетболна асоциация (WNBA). Прякорът ѝ е „Ямайски ураган“.

## Биография
Подобно на някои други играчи от Карибския регион като Тим Дънкан, Симон не е играла баскетбол в гимназията. Тя е забелязана от треньора Гари Хъдсън от университета в Оклахома на състезание в Ямайка.
Едуардс е един от тримата играчи, избрани измежду над 300 спортисти в пробен лагер на „Ню Йорк Либърти“. Тя е единственият играч, който е част от екипа за всеки мач от първите си шест сезона, и става любимка на Key Arena с темпераментната ѝ личност и като мажоретка, когато не е в игра. Едуардс печели шампионата на WNBA със „Сиатъл Сторм“ през 2004.
На 19 май 2006 г., точно преди началото сезон 2006, Едуардс обявява оттеглянето си от WNBA. Тя се оттегля като лидер на отбора за всички времена.
От 1997 до 2007 г. играе професионален баскетбол в Европа и Израел. Едуардс става треньор на женския национален отбор по баскетбол на Ямайка и ги отвежда до Карибското първенство през 2014.
На 5 август 2007 г. е наета като помощник-треньор в Радфордския университет. През 2008 – 2011 Едуардс е асистент в университета „Джордж Мейсън“.

## Извън терена
Симон е създател на „Сими Фитнес“, с който се превръща в добре позната знаменитост – фитнес треньор.
Едуардс е обявена за национален говорител на Карибския месец на американското наследство за юни 2017 г.
На 9 юни 2017 г. издава книгата Unstoppable: A Memoir of Adversity, Perseverance & Triumph.
Едуардс умира от рак на яйчниците на 16 февруари 2023 г. на 49-годишна възраст.